# محوطه تاریخی طارم
محوطه تاریخی طارم مربوط  به دوره صفویه است و در روستای طارم، بخش مرکزی، شهرستان حاجی آباد، استان هرمزگان واقع شده است. این اثر در تاریخ ۲۵ آبان ۱۳۸۴ با شمارهٔ ثبت ۱۳۸۲۷ به‌عنوان یکی از آثار ملی ایران به ثبت رسیده است.